# Andreas Jäger (Orgelbauer)

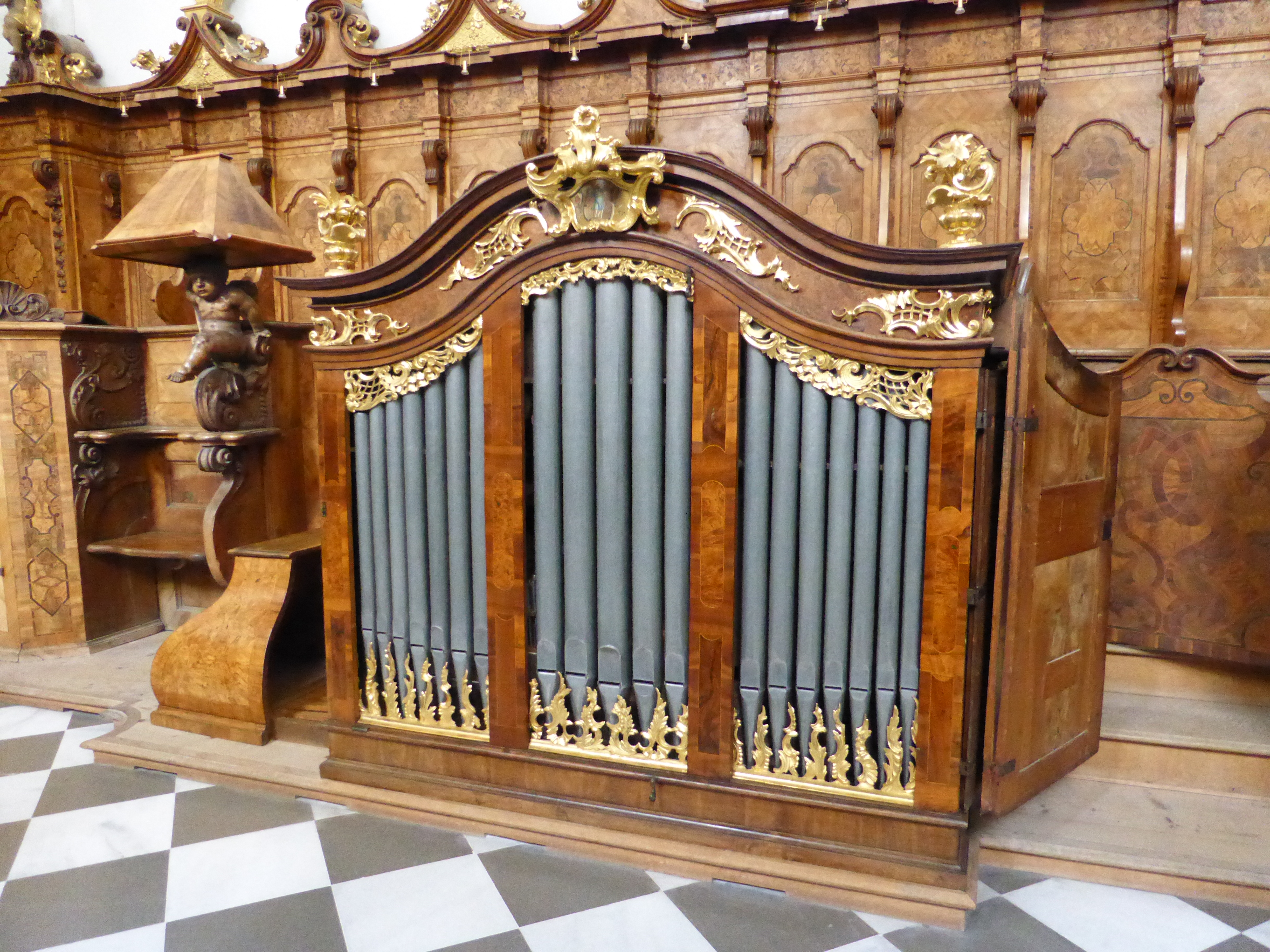
12-registrige Chororgel in Stams

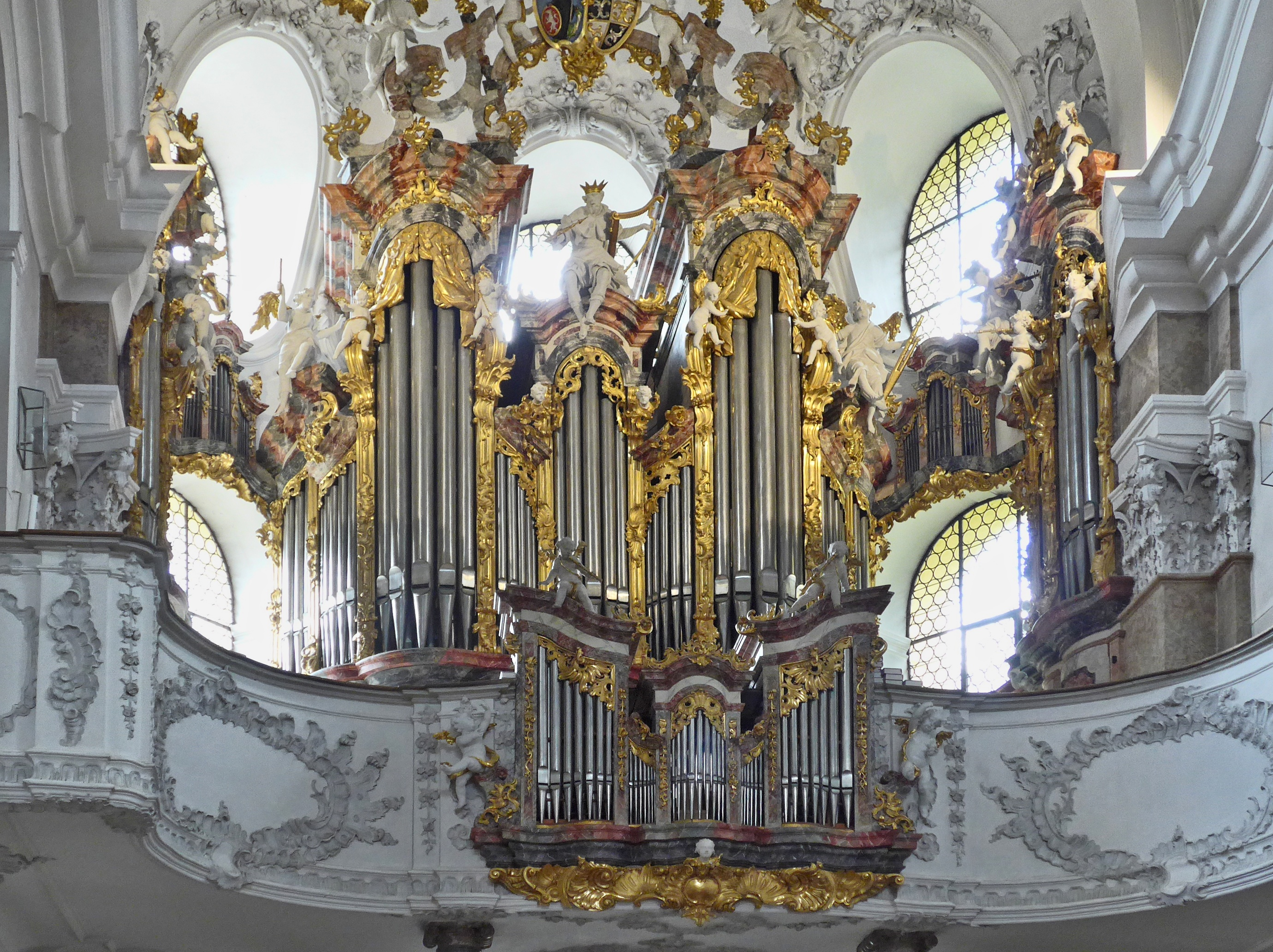
Klosterkirche St. Mang in Füssen

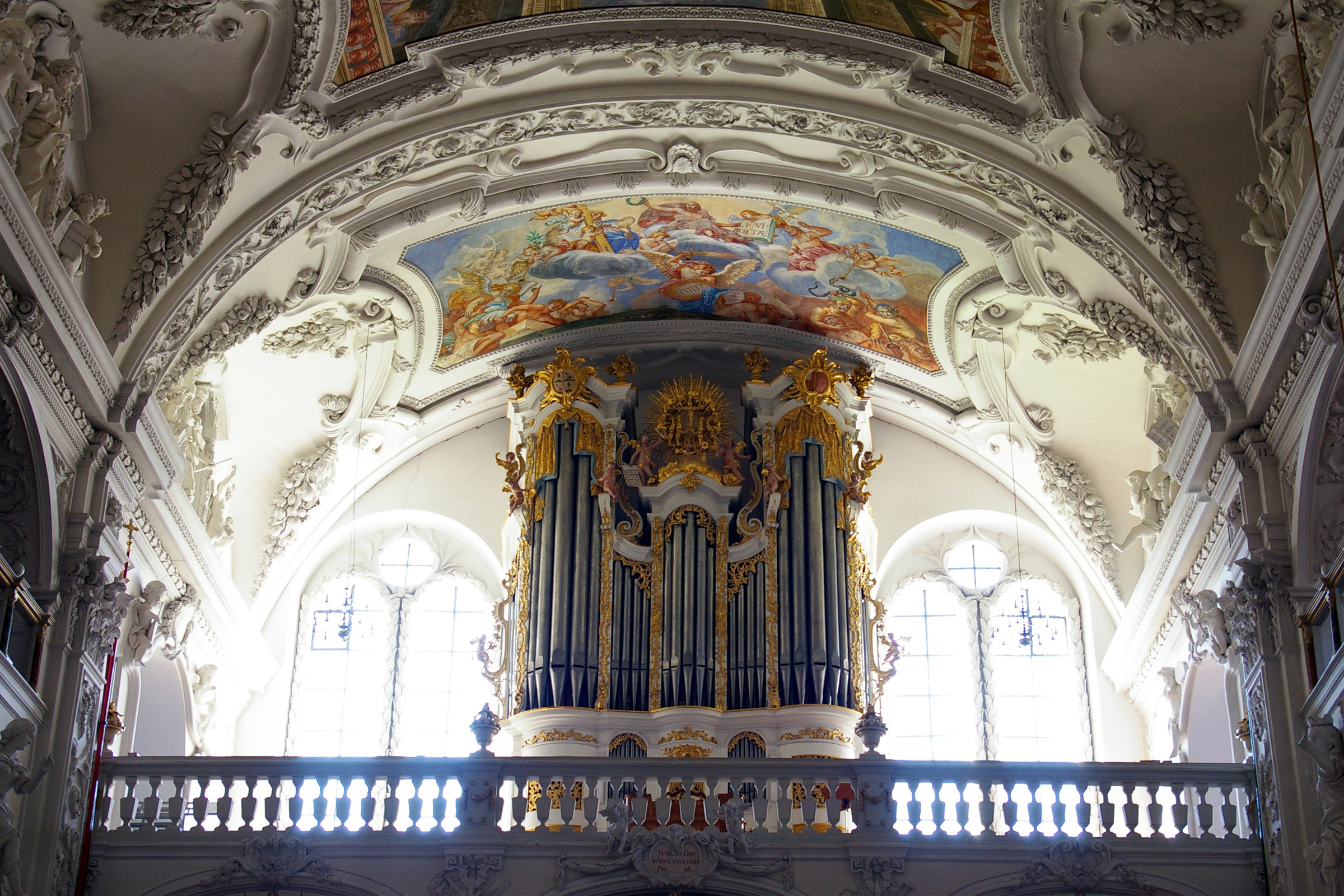
Klosterkirche Benediktbeuern

Andreas Jäger (* 4. November 1704 in Roßhaupten; † 24. April 1773 in Füssen) war ein deutscher Orgelbauer.

## Leben
Jäger heiratete 1733 nach Füssen und ist seitdem dort als Orgelmacher nachweisbar, als Lehrer kommt eventuell Georg Ehinger aus Aitrang in Frage. Die Qualität seiner Arbeiten machte Jäger zu einem gefragten Orgelbauer, dessen Tätigkeitsgebiet sich auch über den Tiroler Raum bis nach Bozen erstreckte.
Über seine Familie ist wenig bekannt. Sein älterer Bruder Martin Jäger war ebenfalls Orgelbauer und ließ sich in Kärnten (Klagenfurt) nieder, von ihm stammt die Orgel von Maria Saal.

## Ausgewählte Werke
- 1728: St. Sebastian, Füssen, Orgelpositiv, heute in der Spitalkirche[2]
- 1735: Franziskanerkirche, Füssen
- 1739: Alte Pfarrkirche Fließ, Fließ (Tirol)
- 1749: Pfarrkirche Bad Hindelang (seit 1829 in St. Leonhard in Liebenstein bei Bad Hindelang)
- 1749: St. Nikolaus in Murnau am Staffelsee, 1805 durch Neubau ersetzt
- um 1745/50: Stadtpfarrkirche St. Mang, Füssen, Chororgel
- 1753–54: Stadtpfarrkirche St. Mang, Füssen, Hauptorgel
- 1757: Zisterzienserabtei Stams, Chororgel[3]
- 1769: Klosterkirche Benediktbeuern, Umbau und Erweiterung der Orgel von Christoph Egedacher (1686)
- 1772: St. Sebastian, Füssen, neue Orgel[4]
- St. Georg auf dem Auerberg bei Bernbeuren, undatiert